# Herrenstetten
Herrenstetten ist ein Gemeindeteil von Altenstadt im schwäbischen Landkreis Neu-Ulm in Bayern. 

## Lage
Das Kirchdorf liegt etwa drei Kilometer nördlich des Gemeindezentrums von Altenstadt und ist baulich mit diesem fast verbunden. Im Osten führt die Autobahn A 7 vorbei; die nächsten Anschlussstellen befinden sich in Illertissen (nördlich) und Altenstadt (südlich) und sind jeweils rund vier Kilometer entfernt.

## Geschichte
Die ehemals selbstständige Gemeinde Herrenstetten wurde am 1. Juli 1972 nach Altenstadt eingegliedert.

## Sehenswürdigkeiten
Im Ort gibt es zwei in die Denkmalliste eingetragene Objekte:
- die Katholische Pfarrkirche St. Martin, ein Saalbau mit eingezogenem Polygonalchor und Turm nördlich am Langhaus, wohl Mitte 16. Jahrhundert, im 18. und 19. Jahrhundert mehrfach verändert, 1862 ff. nach Westen verlängert
- das ehemalige Pfarrhaus, jetzt Kindergarten, ein zweigeschossiger Bau mit Mansardwalmdach, 1766 ff. von Franz Xaver Miller